# Tjikkomjaure
Tjikkomjaure är en sjö i Gällivare kommun i Lappland och ingår i Kalixälvens huvudavrinningsområde. Sjön har en area på 0,404 kvadratkilometer och ligger 853 meter över havet. Tjikkomjaure ligger i Sjaunja Natura 2000-område.

## Delavrinningsområde
Tjikkomjaure ingår i det delavrinningsområde (750951-161732) som SMHI kallar för Mynnar i Tjikkomjåkka. Medelhöjden är 986 meter över havet och ytan är 8,73 kvadratkilometer. Det finns inga avrinningsområden uppströms utan avrinningsområdet är högsta punkten. Vattendraget som avvattnar avrinningsområdet har biflödesordning 3, vilket innebär att vattnet flödar genom totalt 3 vattendrag innan det når havet efter 411 kilometer. Avrinningsområdet består mestadels av kalfjäll (90 procent). Avrinningsområdet har 0,41 kvadratkilometer vattenytor vilket ger det en sjöprocent på 4,6 procent.